# Borje (Foča, BiH)
Borje je naseljeno mjesto u općini Foča, Republika Srpska, BiH. Godine 1962. pripojena su mu naselja Hoćevo i Vakuf (Sl.list NRBiH, br.47/62).

## Stanovništvo
| Narod     | Popis 1961. | Popis 1971. | Popis 1981. | Popis 1991. |
| --------- | ----------- | ----------- | ----------- | ----------- |
| Hrvati    |             |             |             |             |
| Muslimani |             | 30          | 7           | 3           |
| Srbi      | 201         | 309         | 230         | 151         |
| ostali    | 6           | 2           | 1           | 1           |
| Ukupno    | 207         | 341         | 238         | 155         |